# Mirta Acuña de Baravalle

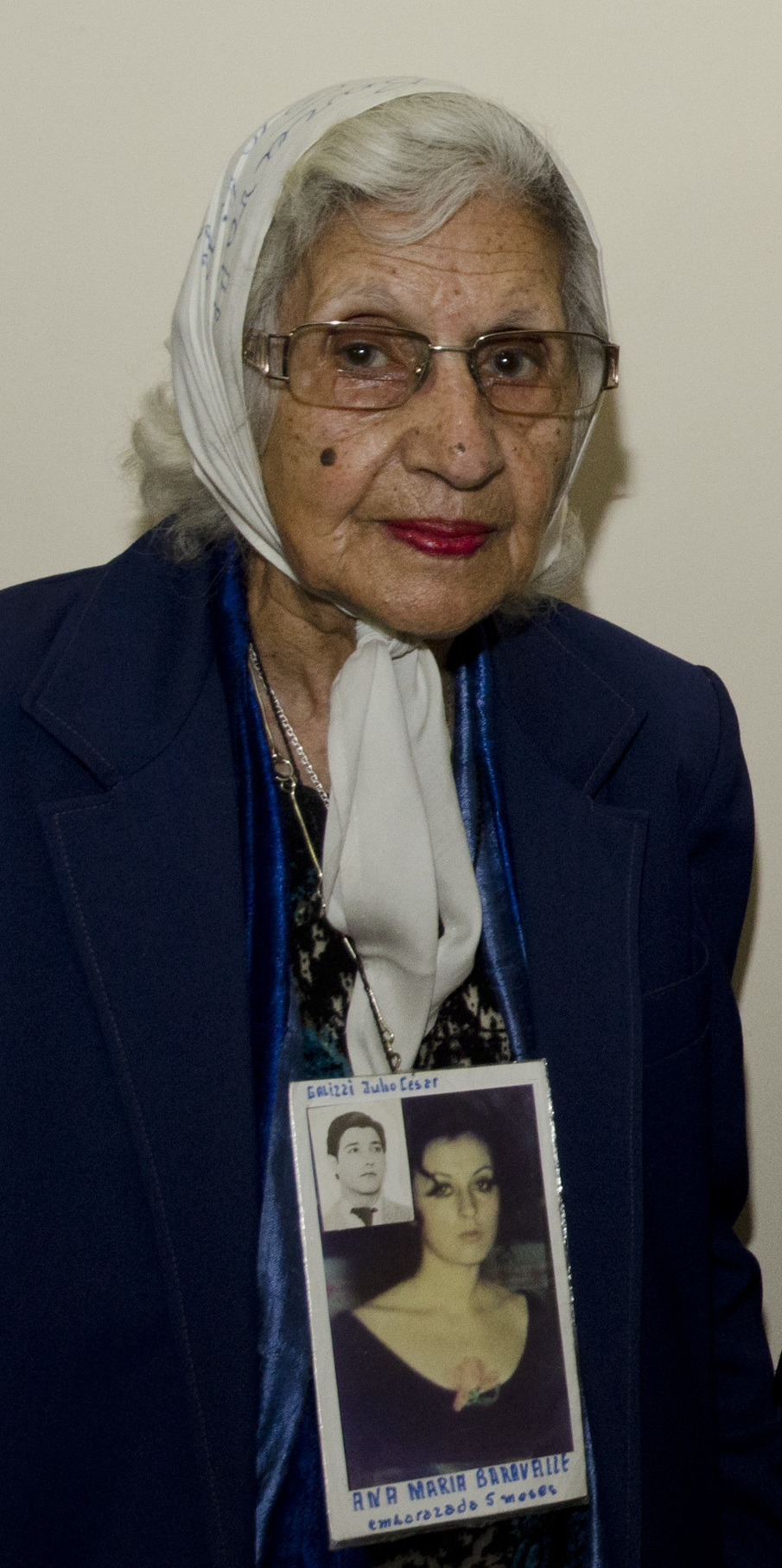
Mirta Acuña de Baravalle met foto's van haar vermiste familie

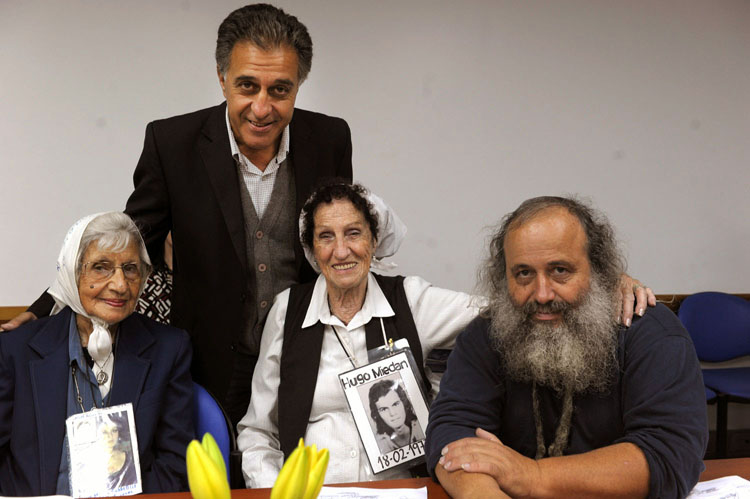
Mirta Acuña de Baravalle met mede-grootmoeder Elia Espen, de ontvoerde maar vrijgelaten Enrique Fukman en (staande) de politicus Néstor Pitrola) tijdens een hoorzitting over de rol van de militair César Milani

Mirta Acuña de Baravalle (Uribelarrea, 15 juli 1925 – San Martín, 2 november 2024) was een  Argentijnse activist die zich inzette voor de mensenrechten in Argentinië, en een van de twaalf oprichters van de Grootmoeders van de Plaza de Mayo.

## Biografie
Mirta Acuña de Baravalle kreeg bekendheid na haar inspanningen om haar ontvoerde dochter terug te vinden. Deze dochter, Ana María de Baravalle, was 5 maanden zwanger toen ze op 26 augustus 1976 werd ontvoerd door vertegenwoordigers van de militaire dictatuur (1976-1983). Deze sociaal bewogen studente sociologie verdween spoorloos, samen met haar man Julio César Galizzi.
Mirta Acuña de Baravalle zocht maandenlang in haar eentje naar haar dochter en schoonzoon, bij kerken, gevangenissen, politiebureaus en overheidsdiensten totdat ze in 1977 lotgenoten ontmoette. Op initiatief van Azucena Villaflor werd daaruit een groep gevormd van moeders en andere familieleden van vermisten, aanvankelijk bestaande uit 14 personen. Ze ontmoetten elkaar op de Plaza de Mayo, en werden later bekend als Dwaze Moeders.
Naarmate de ontvoeringen systematischer werden, groeide de groep uit tot een geweldloze beweging die iconisch zou worden.
In hetzelfde jaar 1977 ging Mirta Acuña de Baravalle deel uitmaken van een groep grootmoeders die op zoek waren naar hun vermiste kleinkinderen. Ze was zo een van de twaalf oprichters van deze Grootmoeders van Plaza de Mayo.
Na interne tegenstellingen ontstond in 1986 een afsplitsing van de Madres de Plaza de Mayo. Mirta Acuña werd lid van de zogenaamde Madres de Plaza de Mayo Línea Fundadora. Tot haar dood in 2024 zette ze de zoektocht voort.

## Mirta Acuña de Baravalle als moeder en grootmoeder van de Plaza de Mayo
Na de staatsgreep van 24 maart 1976 ontstond in Argentinië een terroristisch militair regime dat er op gericht was tegenstanders te laten verdwijnen. Alleen al het vragen naar de verblijfplaats van een verdwenen tegenstander van het regime was riskant en kon leiden tot gevangenneming of verdwijning. Toch deed Mirta Acuña de Baravalle net als andere moeders van verdwenen personen pogingen om met de junta in gesprek te komen. Zonder succes. Ze ontmoette deze andere moeders op het plein vlak bij het regeringsgebouw en raakte op enig moment daarmee in gesprek. Ze namen op 30 april 1977 het besluit om elke donderdag op dit plein, het Plaza de Mayo, samen een ronde te lopen. Om aandacht te trekken bedekten de vrouwen hun haar met een witte sluier.
Deze groep vrouwen kreeg al snel de naam Moeders van Plaza de Mayo en ze slaagden erin nationaal en internationaal de aandacht te vragen voor de verdwenen mensen in Argentinië. Aanvankelijk probeerde het militaire regime de vrouwen – en meelopende mannen - als dwazen weg te zetten, waarna de geuzennaam Dwaze Moeders ontstond.
Na enige tijd ging Mirta Acuña de Baravalle op zoek naar andere grootmoeders van vermiste kleinkinderen, allen kinderen van verdwenen personen. Zij werd daarin aangemoedigd en ondersteund door Lidia Pegenaute, een van de zeer weinige juristen die zich inzetten voor de verdwenen personen. Uiteindelijk kwam hieruit, op initiatief van Alicia Zubasnabar de De la Cuadra en María Isabel Chorobik de Mariani, een groep grootmoeders voort. Naast Mirta en de initiatiefnemers deden negen andere grootmoeders mee: Beatriz H. C. Aicardi de Neuhaus, Eva Márquez de Castillo Barrios, Vilma Delinda Sesarego de Gutiérrez, Abuela Haydée Vallino de Lemos, Leontina Puebla de Pérez, Delia Giovanola de Califano, Raquel Radio de Marizcurrena, Clara Jurado María Eugenia Casinelli de García Irureta Goyena.
Alicia Zubasnabar was de eerste voorzitster van de groep die aanvankelijk opereerde onder de naam Abuelas Argentinas con Nietitos Desaparecidos. In 1980 namen ze de naam aan waaronder ze bekend werden, Abuelas de Plaza de Mayo (Grootmoeders van de Plaza de Mayo). Met hun zoektocht naar de verdwenen kleinkinderen, wisten ze internationale aandacht te krijgen, niet alleen voor de Argentijnse kinderen, maar ook voor vermiste kinderen in het algemeen. in 1982 bezocht Mirta Acuña de Baravalle met een aantal andere grootmoeders Europa om hun zaak te bepleiten en deden ze onder grote belangstelling verschillende landen aan.
Ook na het herstel van de democratie op 10 december 1983 zetten de grootmoeders hun zoektocht voort, nu gebruikmakend van de nieuwste genetische technieken om gegevens van vermiste kinderen op te sporen en te registeren. Sommige kinderen werden opgespoord, zo niet de dochter en het kleinkind van Mirta Acuña de Baravalle.

## Mirta Acuña de Baravalle aan het woord
In 2007 gaf Mirta Acuña de Baravalle een interview, waarin ze zich uitliet over de mogelijkheden van verzoening.
“Het gaat om meer erkenning, ik zeg niet verzoening of vergeving, omdat er nooit vergeving kan zijn, tenminste niet voor ons, onze generatie, en vooral niet voor de moeders. Ik zeg niet dat dat ook geldt voor de zussen of broers, maar wij moeders zullen ons nooit verzoenen met degenen die onze kinderen naar die duistere hel hebben gebracht. Om van verzoening of vergeving te kunnen spreken, moet dat komen van degenen die er niet meer zijn. Die zijn verdwenen. Wij niet, ik kan vergeven wat ze mij hebben aangedaan, omdat ze mij hebben laten lijden, omdat ik lijd, maar ik zal nooit kunnen vergeven wat ze mijn dochter, mijn schoonzoon en mijn kleinzoon hebben aangedaan. Die hele generatie, al die mensen die weten hoe ze hebben geleden.
Geen wraak, zeg ik altijd. We hebben nooit wraak willen nemen; we willen alleen gerechtigheid. Ik denk dat vanuit mijn gezichtspunt en vanuit mijn gevoel, er misschien, ik zeg misschien pas na meerdere generaties verzoening zal plaatsvinden, maar niet nu, omdat dat in onze generatie onmogelijk is. Er is een generatie die er niet meer is, er zijn broers en zussen en hun pijn is oneindig; ze hebben hun naaste familieleden meegenomen, ze missen een deel van hen als deel van de familiekern. Er ontbreken geliefden en daar zit een groot gat.
Na de generatie van onze kinderen zijn er onze kleinkinderen; of en hoe zij zich kunnen verzoenen met degenen die hun ouders of grootouders aan die kwelling hebben onderworpen weten we niet. En dan zijn er de achterkleinkinderen, van zowel de getroffen partij als van de andere, laten we zeggen van de dictatuur, van alle beruchte mensen die aan die uitroeiing hebben gewerkt. Ooit zal deze confrontatie verdwijnen, maar nu niet, ik geloof niet dat dit mogelijk is.”